# Radomir Milosavljević
Radomir Milosavljević (in serbo Радомир Милосављевић?; Ćuprija, 30 luglio 1992) è un calciatore serbo, centrocampista del Radnički Niš in prestito dai Kashima Antlers.

## Caratteristiche tecniche
È un centrocampista offensivo, utilizzabile anche come ala sinistra; è dotato di un notevole senso del gol e di una buona tecnica individuale.

## Carriera
Dopo aver giocato per otto stagioni nel Mladost Lučani, il 12 luglio 2017 viene acquistato dal Lugano, con cui firma un biennale con opzione per il rinnovo. Il 3 gennaio 2018 passa al Larissa, legandosi alla squadra greca fino al 2020.

## Statistiche

### Presenze e reti nei club
Statistiche aggiornate al 4 gennaio 2018.
| Stagione              | Squadra               | Campionato            | Campionato | Campionato | Coppa nazionali | Coppa nazionali | Coppa nazionali | Coppe continentali | Coppe continentali | Coppe continentali | Altre coppe | Altre coppe | Altre coppe | Totale | Totale |
| Stagione              | Squadra               | Comp                  | Pres       | Reti       | Comp            | Pres            | Reti            | Comp               | Pres               | Reti               | Comp        | Pres        | Reti        | Pres   | Reti   |
| --------------------- | --------------------- | --------------------- | ---------- | ---------- | --------------- | --------------- | --------------- | ------------------ | ------------------ | ------------------ | ----------- | ----------- | ----------- | ------ | ------ |
| 2009-2010             | Mladost Lučani        | PL                    | 7          | 0          | CS              | 0               | 0               | -                  | -                  | -                  | -           | -           | -           | 7      | 0      |
| 2010-2011             | Mladost Lučani        | PL                    | 23         | 2          | CS              | 0               | 0               | -                  | -                  | -                  | -           | -           | -           | 23     | 2      |
| 2011-2012             | Mladost Lučani        | PL                    | 29         | 3          | CS              | 0               | 0               | -                  | -                  | -                  | -           | -           | -           | 29     | 3      |
| 2012-2013             | Mladost Lučani        | PL                    | 30         | 2          | CS              | 1               | 1               | -                  | -                  | -                  | -           | -           | -           | 31     | 3      |
| 2013-2014             | Mladost Lučani        | PL                    | 28         | 3          | CS              | 1               | 0               | -                  | -                  | -                  | -           | -           | -           | 29     | 3      |
| 2014-2015             | Mladost Lučani        | SL                    | 28         | 2          | CS              | 0               | 0               | -                  | -                  | -                  | -           | -           | -           | 28     | 2      |
| 2015-2016             | Mladost Lučani        | SL                    | 30         | 3          | CS              | 1               | 0               | -                  | -                  | -                  | -           | -           | -           | 31     | 3      |
| 2016-2017             | Mladost Lučani        | SL                    | 33         | 4          | CS              | 3               | 3               | -                  | -                  | -                  | -           | -           | -           | 36     | 7      |
| Totale Mladost Lučani | Totale Mladost Lučani | Totale Mladost Lučani | 208        | 19         |                 | 6               | 4               |                    | -                  | -                  |             | -           | -           | 214    | 23     |
| 2017-gen. 2018        | Lugano                | SL                    | 5          | 0          | CS              | 2               | 0               | UEL                | 4                  | 0                  | -           | -           | -           | 11     | 0      |
| gen.-giu. 2018        | Larissa               | SL                    | 0          | 0          | CG              | 0               | 0               | -                  | -                  | -                  | -           | -           | -           | 0      | 0      |
| Totale carriera       | Totale carriera       | Totale carriera       | 213        | 19         |                 | 8               | 4               |                    | 4                  | 0                  |             | -           | -           | 225    | 23     |

## Palmarès

### Club

#### Competizioni nazionali
- Prva Liga Srbija: 1

Mladost Lučani: 2013-2014